# Isopsefia

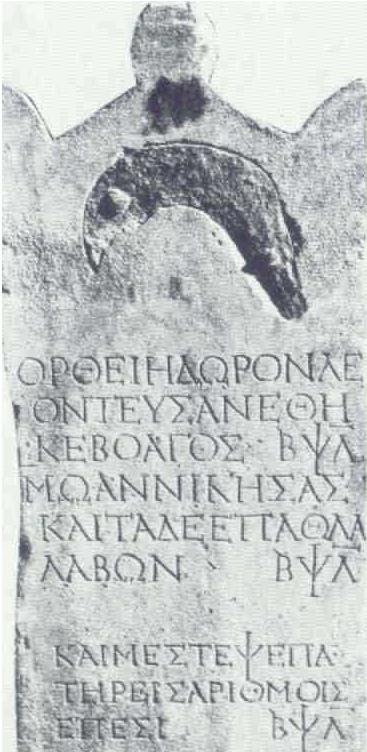
Exemple de isopsefía en un deixant grec del Santuari de Artemisa Ortia.

Isopsefia (ἴσος "igual" i ψῆφος "còdol") és la pràctica de sumar els valors numèrics de les lletres (vegeu numeració grega) en una paraula per formar un sol nombre. Els antics grecs utilitzaven còdols ordenats en patrons per aprendre aritmètica i geometria. La isopsefia està relacionada a la guematria, que és la mateixa pràctica utilitzant l'alfabet hebreu, també, durant l'edat mitjana i fins al renaixement era popular una forma de isopsefia a partir del llatí, el seu llegat roman avui en la numerologia i el simbolisme maçònic d'avui.

## Valors numèrics en l'alfabet grec
En grec, cada unitat, desena i centena està assignada a una lletra específica. Això requereix 27 lletres, de manera que l'alfabet (de 24 lletres) va ser estès utilitzant tres lletres obsoletes: digamma ϝ(també usada és stigma ϛ o, en grec modern, στ) per 6, koppa ϙ per 90, i sampi ϡ per 900.
| Lletra | Valor | Nom            | Transliteració |
| ------ | ----- | -------------- | -------------- |
| Α α    | 1     | Alfa           | a              |
| Β βa   | 2     | Beta           | b              |
| Γ γ    | 3     | Gamma          | g              |
| Δ δ    | 4     | Delta          | d              |
| Ε ε    | 5     | Èpsilon        |                |
| Ϝ ϛ    | 6     | Digamma/Stigma | w              |
| Ζ ζ    | 7     | Zeta           | z              |
| Η η    | 8     | Eta            | ē              |
| Θ θ    | 9     | Theta          | th             |
| Ι ι    | 10    | Iota           | i              |
| Κ κ    | 20    | Kappa          | k              |
| Λ λ    | 30    | Lambda         |                |
| Μ μ    | 40    | Mi             | m              |
| Ν ν    | 50    | Ni             | n              |
| Ξ ξ    | 60    | Ksi            | x              |
| Ο ο    | 70    | Òmicron        | o              |
| Π π    | 80    | Pi             |                |
| Ϙ      | 90    | Qoppa          |                |
| Ρ ρ    | 100   | Ro             | r              |
| Σ σ    | 200   | Sigma          |                |
| Τ τ    | 300   | Tau            | t              |
| Υ υ    | 400   | Ípsilon        | i              |
| Φ φ    | 500   | Fi             | ph             |
| Χ χ    | 600   | Khi            | ch             |
| Ψ ψ    | 700   | Psi            | pg             |
| Ω ω    | 800   | Omega          | ō              |
| ϡ      | 900   | Sampi          | ts             |